# Benzenbach (Fischach)
Der Benzenbach ist ein fast 4,5 km langer Bach auf dem Gebiet der Gemeinde Obersontheim im Landkreis Schwäbisch Hall im nordöstlichen Baden-Württemberg, der etwas oberhalb des Dorfes Mittelfischach von rechts und Westen in die mittlere Fischach mündet.

## Geographie

### Verlauf
Der Benzenbach entsteht auf bis unter 490 m ü. NHN am Ostrand der Waldhochfläche der Limpurger Berge nahe der Kohlenstraße bei der Dreikaiserlinde, wo von diesem Waldweg ein Abzweig zum Weiler Benzenhof abgeht. Er läuft von Anfang bis Ende sehr konstant östlich. Auf seinem ersten knappen Kilometer Lauf zieht er durch den Wald der Benzenklinge, in welchem ihm einige kürzere Rinnsale vom rechten Hang zulaufen. Auf etwa 440 m verlässt er den Wald und zieht nun wenig windungsreich durch eine Wiesenaue, hier wie auch einen halben Kilometer weiter abwärts sind Reste eines ehemaligen Seedamms erkennbar. Danach treten Felder näher an den in einer Grünlandmulde weiterziehenden Lauf und bald erreicht der Benzenbach den kleinen Weiler Benzenhof links am Ufer. 300 Meter später mündet auf 416 m ü. NHN in den Breitäckern von rechts der erste wirklich Bach zu nennende Zufluss, der am Nordostfuß des Streitbergs (514 m ü. NHN) entspringende, knapp anderthalb Kilometer lange und zumeist der Waldgrenze entlanglaufende Streitbach (oder Breitbach). Im Mündungswinkel liegt ein zehntelshektargroßer Fischteich. Links begleitet bis hierher und noch ein Stück weiter der bewaldete, ein Niveau um 490 m ü. NHN haltende Hochebenenausläufer Siebersberg den Benzenbach, während zur Rechten des unter recht spitzem Winkel sich nähernden Streitbachs ein schmaler, ebenfalls bewaldeter Hügelrücken in einer auffällig rundlichen Kuppe von nur 444 m ü. NHN endet.
Hiernach folgt ein nur kurzer Abschnitt, auf dem der inzwischen in einem tieferen Trog laufende Bach einige wenige Schlingen zieht. Der sehr unregelmäßig steile rechte Hang wird hier als Viehweide genutzt. Etwa drei Kilometer unterhalb seines Ursprungs erreicht der Bach den Weiler Rappoltshofen und läuft dann an dessen Südrand entlang: es ist der größte Ort an seinem Ufer. Hier weitet sich seine Talsohle zu einer bald 300 Meter breiten, flachen Aue, die sich dann immer mehr zum Fischachtal hin öffnet. Bald nach dem Aueneintritt mündet ihm hier in zuletzt künstlichem Grabenlauf von rechts das Riedbächle zu, mit 2,5 km ab seinem Beginn im Wald der längste Zufluss mit aber einer Teilstrecke, die unterirdisch läuft. Der Benzenbach zieht in dieser Wiesenaue in einem schnurgeraden profilierten Graben, der in der Zeit zwischen den Weltkriegen geschaffen wurde, und in dem es ihm noch nicht gelungen ist, mehr als unbedeutende Windungen zu schaffen, fast ohne begleitendes Gesträuch. Etwa einen halben Kilometer nach dem Ortsrand läuft er unter einer kleinen Brücke der Fischachtalstraße (K 2627) hindurch, nach weiteren etwa 200 Metern nun durch die rechte Flussaue mündet er auf 390 m ü. NHN von rechts und Westen in die mittlere Fischach, auf halbem Wege zwischen der Beutenmühle und dem ebenfalls Obersontheimer Dorf Mittelfischach.
Der Benzenbach ist 4,4 km lang und hat ein Sohlgefälle von absolut etwa 98 Metern, relativ etwa 23 ‰.

### Einzugsgebiet
Der Benzenbach entwässert eine Fläche von etwa 4,5 km² an der Ostseite der Limpurger Berge und in der angrenzenden Fischachbucht ostwärts zur Fischach. Das Einzugsgebiet liegt, naturräumlich gesehen, in den Schwäbisch-Fränkischen Waldbergen. Der Bach entspringt in deren Unterraum Limpurger Berge und läuft bald und längstenteils im Unterraum Fischachbucht und Randhöhen.
Sein Einzugsgebiet hat etwa die Kontur eines unter 4,5 km langen, langsam ostwärts auslaufenden Keils mit einer schräg angeschnittenen Basis von etwa 1,5 km. Darin läuft der Benzenbach bis unterhalb des Benzenhofes ziemlich nahe an der nördlichen Wasserscheide.
Diese beginnt an seinem Nordwesteck gut 300 Meter nordnordwestlich der Dreikaiserlinde an der Kohlenstraße auf der bewaldeten Hochfläche der Limpurger Berge in einer Höhe von etwa 499 m ü. NHN und zieht sich dann auf dem schmalen Hochflächenausläufer durch die Waldgewanne Langer Esterich und Siebersberg fast 2,5 km lang auf über 480 m ü. NHN fast exakt ostwärts. Auf der anderen Seite der Bergzunge entwässert der Oberfischacher Rotbach über den Bobach zur aufwärtigen Fischach. Vom Siebersberg steigt die Grenzlinie rasch ab bis auf eine fast einen Kilometer lange, beackerte Geländeplattform zwischen 450 und 430 m ü. NHN, um dann in südöstlicher Richtung eine weitere Stufe schnell ins Fischachtal abzufallen und dann über dessen breite Talebene auf wenig über 390 m ü. NHN bis zur Mündung zu laufen.
Anschließend steigt die Einzugsgebietsgrenze erst nach Süden, dann nach Westen wieder auf die mittlere Geländeplattform an und läuft von da an vor dem Einzugsgebiet des abwärtigen, Mittelfischacher Fischachzuflusses Brühlbach recht flach weiter nach Westsüdwesten bis zum Waldrand am Fuß der Harzplatte. Dort steigt sie wiederum schnell westwärts von etwa 435 m ü. NHN auf die über 500 m ü. NHN aufragende Hochfläche der Limpurger Berge, oben weiter westlich bis zum Südwesteck des Einzugsgebietes auf dem Streitberg auf etwa 514 m ü. NHN. Flossen beide bisher genannten Konkurrenten über die Fischach zur Bühler, so grenzt nun an die auf der Hochebene westnordwestlich ziehende Wasserscheide an das Einzugsgebiet der an der Westseite der Limpurger Berge zum Kocher laufenden Eutendorfer Steppach an.
Von der Gesamtfläche von 4,5 km² sind etwa 1,9 km² im Westen auf der Hochfläche und bis herunter an den Beginn der mittleren Geländeplattform bewaldet. Das offene Terrain auf dieser wird überwiegend beackert, an ihren steilen Abfällen und in der Talmulde des Benzenbachs dominieren die Wiesen. Im Weichbild von Rappoltshofen und an den steilen Hängen der ersten Geländestufe gibt es Obstwiesen.
Der größte Siedlungsplatz ist der Weiler Rappoltshofen links am Benzenbach am Beginn von dessen sich weit zur Fischach öffnender Auenbucht, zu dem auch ein Aussiedlerhof in der Wanne auf dem Mündungssporn des Riedbächles zählt, daneben noch der Weiler Benzenhof im oberen Tal am Benzenbachufer. Sie gehören, wie rund 95 % der Fläche, zur Oberfischacher Teilgemarkung der Gemeinde Obersontheim. Am Ostrand des Einzugsgebietes, vor allem in der Talaue von Benzenbach und Fischach, gehört ein Achtel Quadratkilometer zur Mittelfischacher Teilgemarkung, am Westsaum jenseits der Kohlenstraße liegt etwa ebenso viel Wald auf der Hochebene in der Eutendorfer Gemarkung der Stadt Gaildorf.

### Zuflüsse und Seen
Liste der Zuflüsse und  Seen von der Quelle zur Mündung. Gewässerlänge, Seefläche, Einzugsgebiet und Höhe nach den entsprechenden Layern auf der Onlinekarte der LUBW. Andere Quellen für die Angaben sind vermerkt.
Ursprung des Benzenbachs auf etwa 488 m ü. NHN ca. 3,0 km westlich von Rappoltshofen nahe der Dreikaiserlinde an der Kohlenstraße. Der Bach fließt durchwegs östlich.
- (Vier Zuflüsse), von rechts und Süden auf bis etwa 440 m ü. NHN hinab in der bewaldeten Benzenklinge, bis zu 0,3 km.[LUBW 7] Entstehen auf Höhen um 480 m ü. NHN am oberen rechten Hang im Waldgewann Hundshof.
- Streitbach, vielleicht auch Breitbach[LUBW 5], von rechts und Westsüdwesten auf ca. 417 m ü. NHN etwa 300 Meter unterhalb des Benzenhofs, 1,4 km und ca. 0,7 km². Entsteht auf etwa 465 m ü. NHN am Nordostfuß des Streitbergs.
- Fischteich eng im Mündungswinkel des vorigen, 0,1 ha.
- Riedbächle, von rechts und Westsüdwesten auf etwa 398 m ü. NHN gegenüber von Rappoltshofen, 2,5 km und ca. 1,2 km². Entsteht auf etwa 458 m ü. NHN am Waldhang Harzplatte. Der Bach fließt auf über 0,6 km von der beginnenden Feldflur an unterirdisch.

Mündung des Benzenbachs von rechts und Westen auf 389,9 m ü. NHN zwischen der Beutenmühle und dem Dorf Mittelfischach in die mittlere Fischach. Der Bach ist 4,4 km lang und hat ein ca. 4,5 km² großes Einzugsgebiet.

## Geologie
Das Einzugsgebiet liegt zur Gänze im Keuper. Der Benzenbach entspringt im Übergangsbereich zwischen dem die Hochfläche der Limpurger Berge deckenden Kieselsandstein (Hassberge-Formation) und den darunter liegenden Oberen Bunten Mergeln (Mainhardt-Formation). Nachdem er diese und einen Streifen Schilfsandstein (Stuttgart-Formation) ziemlich schnell durchlaufen hat, tritt er in den die Flurlandschaft des Fischachtals charakterisierenden Gipskeuper (Grabfeld-Formation) ein und mündet zuletzt im Hochwassersedimentstreifen neben der Fischach.
Die obere Geländestufe der Limpurger Berge auf Höhen um 490 m und darüber auf dem linken Sporn Langer Esterich und Siebersberg verdankt sich der erosionsresistenten Kieselsandsteinschicht. Die mittlere auf etwa 440–430 m, die den größten Teil der Fläche des Einzugsgebietes vor dem Fuß der Waldberge einnimmt und zum anderen Naturraum gehört, ist eine Verebnungsfläche über der Corbula-Schicht des Gipskeupers, einer recht flachen, aber durch Dolomitisierung sehr erosionsresistenten Kalkschicht, die hier im Gipskeuperpaket eingelagert ist. Die bei der Verlaufsbeschreibung erwähnte Kuppe rechts des Streitbachs ist typisch für die Landschaft des Fischachtales, unter ihr liegt vermutlich wie anderswo eine Linse von nicht wie auf dem überwiegenden Teil der Fläche subrodiertem Grundgipses.

## Geschichte
Auf einer Karte des 19. Jahrhunderts aus der Zeit vor den Bachbegradigungen im Fischachtal läuft der Fischach aus dem weiten und flachen Benzenbach-Untertal von Südosten her ein weiterer, heute nicht mehr existierender Wasserlauf des Namens Katzenbach zu, der in Luftlinie gemessen etwa 300 bis 400 Meter lang ist. Die Mündung lag etwa an der Stelle, wo heute der begradigte Benzenbach knapp 200 Meter vor seiner Mündung unter der Brücke der Fischachtalstraße durchläuft. Früher berührte die Fischach in einem Südwestbogen fast die andere Straßenseite. In der Natur ist von dem alten Katzenbach-Lauf heute nichts mehr zu sehen, jedoch zeichnet sich die Trasse auf Luftbildern noch klar als Streifen satteren Grüns durch die dortigen Wiesen ab. Wann der Katzenbach verdolt, drainiert oder aufgefüllt wurde und ob er auch noch bestand, als er nach seiner Lage schon in den begradigten Benzenbach münden musste, ist unklar.
Vermutlich war der sehr flache Auenlauf Katzenbach die Entwässerungstrasse des etwa 500 Meter langen Birkenbachs, von dem längere Grabenreste unschwer zu finden sind. Der auf heutigen Karten noch in gestricheltem Blau eingetragene ehemalige künstliche Wasserlauf zieht einige Meter über dem Auenniveau am rechten Untertalhang unter Hecken gewunden neben einem unbefestigten Feldweg entlang, offenbar in Verlängerung des Riedbächles, das nach Eintritt in die Benzenbachaue zunächst auch dem rechten Hangfuß folgt, ehe es heute nach links auf geradem Wege zum Benzenbach geführt wird – auf der alten Karte hat das Riedbächle noch gar keine Mündung in den Benzenbach. Der heutige Birkenbach-Graben, schon zuvor ein Stück weit unterbrochen, hält allenfalls nach Regenfällen oder bei der Schneeschmelze in ein paar Lachen etwas Wasser. Er endet blind unter einer den Heckenzug beendenden Weide, etwa 200 Meter von der Katzenbach-Trasse der Luftbilder entfernt. Die Lagekarte zeigt auch auf den in der Natur nicht mehr erkennbaren Abschnitten durch eingetragene Grundstücksgrenzen seinen Verlauf an. Er wird anscheinend schleichend mehr und mehr verfüllt, die Hecke gerodet und zur angrenzenden Wiese genommen. Dafür, dass er früher eine Mühle angetrieben hätte, erscheint der mögliche Durchfluss zu gering, die Rückstaumöglichkeit zu klein und das Gefälle zu gering. Auch weiß die Oberamtsbeschreibung von 1851 nichts von einer Mühle in Rappoldshofen oder Mittelfischach. Möglicherweise diente er früher der Wiesenbewässerung. Verbliebene bauliche Einrichtungen dafür sind aber keine zu erkennen.

## Natur und Schutzgebiet
Die gesamte offene Flur im Einzugsgebiet, allerdings ohne den Siedlungsbereich von Rappoltshofen und Benzenhof, gehört dem Landschaftsschutzgebiet Fischachtal mit Nebentälern und angrenzenden Gebieten zwischen Herlebach und Kottspiel an; die Waldgrenze ist im Wesentlichen auch die Grenze der durchzogenen Teilnaturräume.
Der Bach durchläuft auf seinem naturbelassenen Waldoberlauf von Erlen begleitet eine kaum eingetiefte Klinge. Auf dem anschließenden Wiesenlauf zieht er sehr gerade an nur wenig Gehölz vorbei. Etwas unterhalb des Benzenhofs hat er wieder einen kurzen natürlicheren Abschnitt mit Schlingen und Gehölzgalerie. An Rappoltshofen rechts vorbei zieht er vor seiner Auenweitung am Fuß einer Obstwiese am rechten Hang; jenseits der Häuser entlang der Durchgangsstraße liegen auch auf dem Gegenhang bäuerliche Obstgärten, ebenso am rechten Hang nach der Auenweitung, den an der oberen und unteren Hangkante (siehe zum Birkenbach bei → Geschichte) auch einige Heckenstücke begleiten. Durch die weite Unterlaufaue zieht der Bach in einem schnurgeraden, v-förmig profilierten Graben fast ohne Gehölz, in dem es ihm in den über 70 Jahren seit seiner Begradigung noch nicht gelungen ist, mehr als 50 cm von seiner vorgezeichneten Trasse abzuweichen. Auf beiden Seiten liegen hier fast nur Wiesen. Nach der Querung der Fischachtalstraße grenzen bis zur Mündung beidseits auf knapp 200 Metern Felder an.

### LUBW
Amtliche Online-Gewässerkarte mit passendem Ausschnitt und den hier benutzten Layern: Lauf und Einzugsgebiet des Benzenbachs

Allgemeiner Einstieg ohne Voreinstellungen und Layer: Daten- und Kartendienst der Landesanstalt für Umwelt Baden-Württemberg (LUBW) (Hinweise)
1. 1 2  Höhe nach dem Höhenlinienbild auf dem Hintergrundlayer Topographische Karte.
2. 1 2  Höhe nach grauer Beschriftung auf dem Hintergrundlayer Topographische Karte.
3. 1 2  Länge nach dem Layer Gewässernetz (AWGN).
4. 1 2  Einzugsgebiet abgemessen auf dem Hintergrundlayer Topographische Karte.
5. 1 2  Name Streitbach nach der Beschriftung auf einer älteren Ausgabe der örtlichen Topographischen Karte, die gewöhnlich in Namensfragen verlässlicher ist. Der Layer Gewässernetz (AWGN) benennt den Zufluss dagegen als Breitbach. Der Bach entsteht am Fuß des Streitbergs und mündet am Gewann Breitäcker.
6. ↑  Seefläche nach dem Layer Stehende Gewässer.
7. 1 2  Länge abgemessen auf dem Hintergrundlayer Topographische Karte.
8. ↑  Siehe die LUBW-Karte auf hohen Auflösungen.
9. ↑  Schutzgebiet nach dem einschlägigen Layer, Natur teilweise nach dem Layer Biotop.

### Andere Belege
1. ↑  Wolf-Dieter Sick: Geographische Landesaufnahme: Die naturräumlichen Einheiten auf Blatt 162 Rothenburg o. d. Tauber. Bundesanstalt für Landeskunde, Bad Godesberg 1962. → Online-Karte (PDF; 4,7 MB)
2. ↑  Geologie nach den Layern zu Geologische Karte 1:50.000 auf: Mapserver des Landesamtes für Geologie, Rohstoffe und Bergbau (LGRB) (Hinweise). Ein ähnliches Bild bietet, nur für den östlichen Teil, die unter → Literatur aufgeführte geologische Karte.
3. ↑  Siehe das Blatt 30 des Topographischen Atlasses des Königreiches Württemberg von 1841 bei den → Weblinks.
4. ↑  Siehe in der Beschreibung des Oberamts Gaildorf von 1851 die Kapitel zu den Altgemeinden Ober-Fischach und Mittel-Fischach.